# Dicrodiplosis
Dicrodiplosis is een muggengeslacht uit de familie van de galmuggen (Cecidomyiidae).

## Soorten
- D. antennata Felt, 1912
- D. californica Felt, 1912
- D. fasciata Kieffer, 1895
- D. pseudococci (Felt, 1914)
- D. quercina Felt, 1907